# Klettersteigset

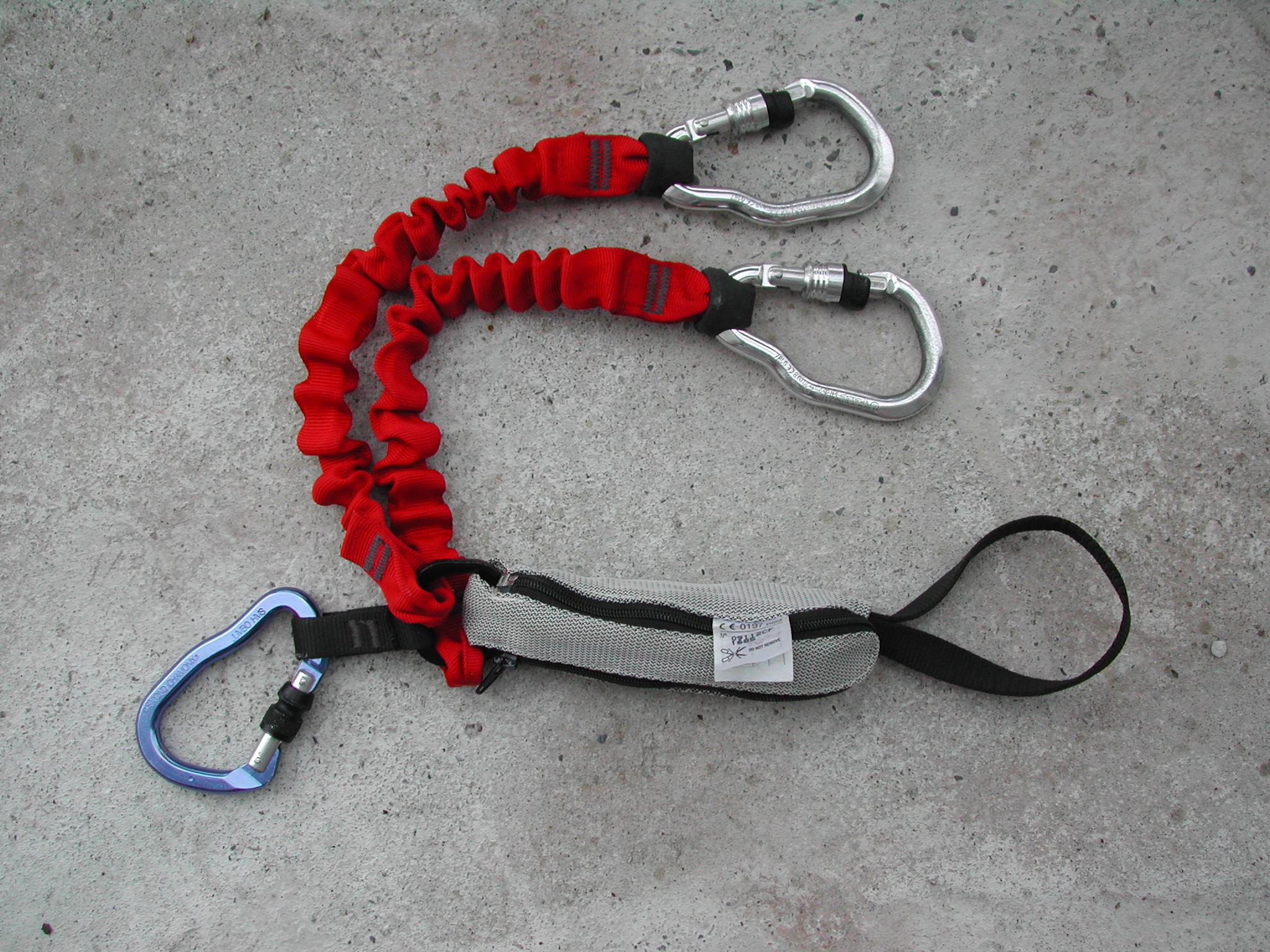
Modernes Klettersteigset mit gerafften (elastischen) Karabinerästen

Ein Klettersteigset ist eine Vorrichtung zur Sicherung von Bergsteigern auf Klettersteigen gegen Absturz. Als Verbindung des Klettergurts mit dem am Fels angebrachten Stahlseil soll es den Kletterer bei einem Sturz dynamisch abbremsen und damit einen harten Sturz vermeiden.

## Notwendigkeit
Klettersteige sind meist mit Hilfe eines durchlaufenden, in unterschiedlichen Abständen am Fels verankerten Drahtseiles versichert. Ist ein Kletterer mit einem Klettergurt und einem Karabiner an diesem Seil eingehängt und kommt zu Sturz, so fällt er das Drahtseil entlang bis zur nächsten Verankerung. Die Fallenergie muss von der Verbindung zwischen Klettergurt und Karabiner aufgenommen werden. Bestünde diese Verbindung nur aus einem Seilstück (oder einer Bandschlinge), so käme durch die Kürze des die Energie aufnehmenden Seils und die Sturzhöhe von meist mehreren Metern ein äußerst hoher Sturzfaktor (5 und mehr, im Vergleich zu maximal 2, meist aber weit darunter, beim Sportklettern mit Seilsicherung) zustande. Durch den entstehenden hohen Fangstoß von 40 kN und mehr käme es zu Materialversagen und Absturz. Selbst im Falle nicht brechenden Materials müsste der Körper nahezu die gesamte Fallenergie aufnehmen, was zu schweren Verletzungen wie Knochenbrüchen, inneren Verletzungen, Kreislaufschäden und sogar Herzstillstand führen würde. Aus diesem Grund muss anstatt eines Seils eine Verbindung zwischen Klettergurt und Stahlseil bestehen, die im Falle eines Sturzes den Fangstoß auf maximal 6 kN begrenzt.

## Technische Ausführungen
Die wesentlichen Konstruktionselemente eines Klettersteigsets sind eine Verbindung zum Klettergurt, eine Vorrichtung zum Aufnehmen der Fallenergie (Fangstoßdämpfer), mindestens zwei Seil- oder Bandschlingenäste und am Ende jedes Astes ein Karabiner oder eine andere Vorrichtung als Verbindung zum Drahtseil.
Die Vielfalt bei den konkreten Ausführungen ist größer als bei allen anderen Bergsportartikeln, insbesondere in den letzten Jahren kam es zur Entwicklung zahlreicher neuer und unterschiedlicher Bauarten.
Welche Konstruktionen zulässig sind und welche Anforderungen Klettersteigsets erfüllen müssen, wird von der internationalen Bergsteigervereinigung UIAA in der Norm 128 sowie in der EN 958 festgelegt. Für Klettersteigkarabiner gilt zusätzlich die UIAA-Norm 121 bzw. die EN 12275.

### Y-Form oder V-Form
Man unterscheidet grundsätzlich zwei Varianten an Klettersteigsets, die Sets in Y-Form oder die mittlerweile veraltete V-Form. Die Y-Form ist derzeit (2024) Stand der Technik und wird von der UIAA empfohlen, während die V-Form wegen Sicherheitsmängeln nicht mehr benutzt werden sollte.

#### Y-Form
Ein Klettersteigset in Y-Form besteht aus einem Seilstück mit Fangstoßdämpfer, das sich erst nach diesem in zwei Äste verzweigt. An den Enden dieser beide Äste sind die Klettersteigkarabiner angebracht. Bei der Y-Form werden immer beide Karabiner in das Drahtseil eingehängt, was im Falle eines Sturzes höhere Sicherheitsreserven (Redundanz) bietet.

#### V-Form
Nicht mehr benutzt werden sollen Klettersteigsets in V-Form. Sie bestehen aus einem einzelnen Stück Seil mit einem Fangstoßdämpfer, der über eine Bandschlinge fest direkt vor den Körper in den Gurt eingebunden wird, sodass mit den beiden Seilenden die V-Form entsteht. Am Klettersteig darf nun allerdings nur ein Karabiner im Drahtseil eingehängt sein, damit der Fangstoßdämpfer seine Wirkung entfalten und einen Sturz dynamisch abfedern kann. Sind beide Karabiner mit gleich langen Seilenden im Stahlseil eingehängt, so kann die Seilbremse den Fangstoß bei einem Sturz nicht mehr abfedern und die Klettersteigsicherung wirkt (bis auf die sehr geringe Seildehnung) wie eine statische Sicherung. Beim Übersteigen einer Zwischensicherung (Befestigung des Drahtseils) wird zuerst das freie Seilende eingehängt und anschließend die bisherige Sicherung ausgehängt und in der Materialschlaufe des Klettergurts befestigt.

### Fangstoßdämpfer

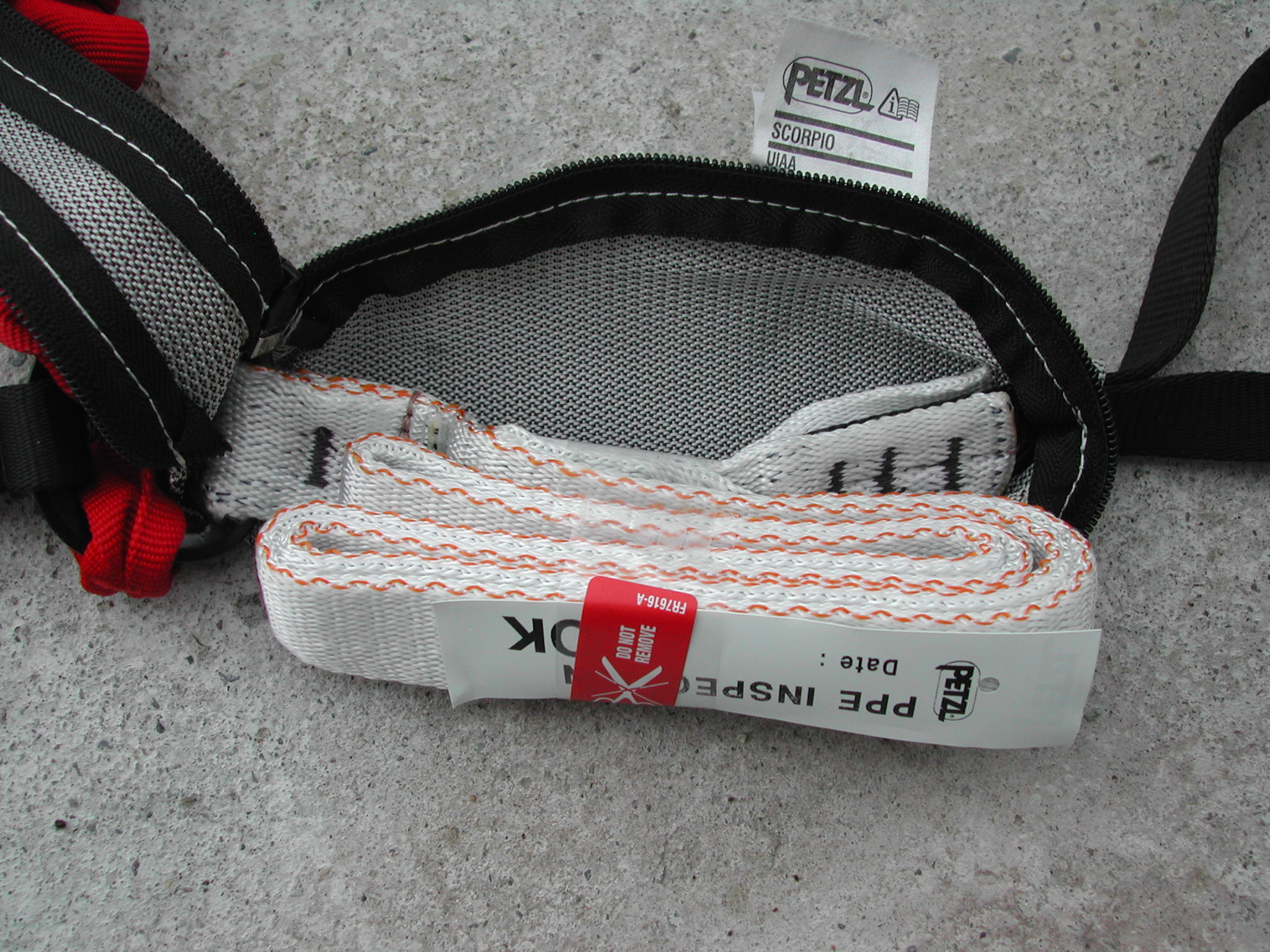
Bandfalldämpfer

Aktuelle Klettersteigsets arbeiten mit einem Bandfalldämpfer aus verwobenem oder vernähtem Bandmaterial. Dieses reißt im Falle eines Sturzes kontrolliert auf und verlängert so den Bremsweg. Insbesondere im nassen Zustand (der bei Schluchtklettersteigen, wo man nahe am Wasser klettert, oft vorkommt) sind Bandfalldämpfer gegenüber Reibfalldämpfern zu bevorzugen. Sie sind darüber hinaus weniger anfällig für Bedienungsfehler.
Reibfalldämpfer (auch „Klettersteigbremse“) bestehen aus einer Lochplatte oder einem Klemmelement, das den Durchlauf des Seiles durch Reibung abbremst und damit einen harten Sturz vermeidet. Sie ermöglichen ein individuelles Einstellen der Länge der Äste. Untersuchungen ergaben, dass Alterungseffekte bei solchen Modellen lange Zeit unterschätzt worden waren. Im Februar 2013 wurde deshalb von verschiedenen großen Herstellern eine Rückrufaktion gestartet und eine Verschärfung der Normen initiiert. Reibfalldämpfer sind gemäß der aktuellen Norm nicht mehr zulässig.
Nach einem Sturz, bei dem die Bremseinrichtung ausgelöst hat, muss das Klettersteigset ausgetauscht werden.

### Karabiner-Typen
Da die in Klettersteigsets zum Einhängen ins Drahtseil verwendeten Karabiner häufig geöffnet und geschlossen werden müssen, sollen sie zum einen leicht und schnell bedienbar sein, zum anderen aus Sicherheitsgründen einen Schutzmechanismus gegen unbeabsichtigtes Öffnen (automatische Verschlusssicherung) aufweisen. Hierfür sind verschiedene Systeme im Einsatz, beispielsweise eine Handballensicherung. Außerdem müssen Klettersteigkarabiner, die bei einem Sturz an den Drahtseilverankerungen ungünstig belastet werden können, eine hohe Biegefestigkeit aufweisen.

### Karabinerverbindungen
Die Karabiner am Ende der Äste werden in diese eingenäht. Die früher vorzufindende Verbindung mittels eines Knotens ist bei modernen Sets nicht mehr üblich und gilt als weniger sicher.
Bei fast allen neueren Sets ist zwischen Bandfalldämpfer und Karabiner noch eine Drehvorrichtung eingebaut, die ein Verdrehen der beiden Äste ineinander vermeidet. Dies verhindert jedoch nicht das Verdrehen eines Astes in sich, hierfür ist ein zusätzliches Drehgelenk an jedem Karabinerast notwendig (Dreifachgelenk), über das aber nur wenige Sets verfügen.

### Anseilvorrichtung
Vor allem ältere Klettersteigsets sind dafür konzipiert, mit einem Karabiner am Klettergurt befestigt zu werden. Da es hierbei jedoch zu einer gefährlichen Querbelastung dieses Karabiners kommen kann, wird dies heute nicht mehr empfohlen. Moderne Klettersteigsets verfügen über eine Anseilschlaufe, die mittels Ankerstich in den Klettergurt eingebunden wird.

### Karabineräste
Die Äste bestehen bei modernen Sets aus einem lasttragenden äußeren Schlauchband und einem elastischen Material im Inneren. Dadurch ziehen sich die Arme bei Entlastung zusammen, was deren Handhabung vereinfacht.
Nach einem tödlichen Unfall auf einem Klettersteig in der Nähe von Walchsee in Tirol wurden 2012 Klettersteigsets mit eingewebten elastischen Fasern zurückgerufen. Eine Untersuchung erbrachte, dass oftmaliges Dehnen der Äste zu einer Schwächung des tragenden Bandmaterials führt. Die betroffenen Klettersteigsets sind nicht mehr auf dem Markt. Mittlerweile wurde die Norm für Klettersteigsets überarbeitet, so dass auch Sets mit elastischen Ästen als sicher gelten.

### Rastschlaufen
Manche Klettersteigsets weisen neben den zwei zur Sicherung gegen Absturz verwendeten Ästen noch eine dritte Schlaufe auf, die nicht durch einen Fangstoßdämpfer verläuft. Diese dient dazu, sich bei Bedarf in das Drahtseil oder ein anderes Sicherungselement einhängen und so ausruhen zu können, ohne dabei den Fangstoßdämpfer zu belasten. Bei anderen Sets befindet sich zu diesem Zweck nach dem Bandfalldämpfer eine Öse, an die ein Karabiner direkt oder mit einer kurzen Bandschlinge eingehängt werden kann. Üblich ist jedoch, eine Bandschlinge mit Karabiner direkt am Klettergurt zu befestigen.

## Bedienung und Risiken
Trotz der strengen technischen Normen bei Klettersteigsets gibt es einige Einschränkungen bezüglich ihrer Sicherheit. Die meisten Unfälle sind auf Fehlbedienungen oder nicht normgerechte Ausrüstung zurückzuführen. Als häufige Fehlerquellen gelten etwa Fehler beim Anseilen (z. B. aufgrund fehlenden Partnerchecks), beim Umhängen an den Verankerungen oder falscher Umgang mit momentan nicht eingehängten Schlingen.
Ältere Klettersteigsets sollten nicht bei Nässe verwendet werden. Die im Mai 2017 aktualisierte Norm EN958:2017 (siehe folgender Abschnitt) sieht auch einen Funktionstest bei Nässe vor, so dass diese Einschränkung für nach dieser Norm getestete Sets nicht gilt. Des Weiteren sind herkömmliche Klettersteigsets für Personen unter 40 kg (bis 2017 50 kg) Körpergewicht nicht geeignet, da die Klettersteigbremse auf die Belastung kaum oder gar nicht mehr anspricht und der dadurch auftretende Fangstoß zu schweren Verletzungen führen kann. Diese Problematik verschärft sich umso mehr, je leichter die betreffende Person ist, weshalb z. B. Kinder in Klettersteigen an kritischen (z. B. besonders steilen) Stellen zusätzlich gesichert werden sollten.
Grundsätzlich gelten Klettersteigsets (etwa im Gegensatz zur Seilsicherung beim Sportklettern) als reine Notfallsysteme, die ausschließlich zur Überlebenssicherung dienen. Über 90 % der Stürze, bei denen der Fangstoßdämpfer eines Klettersteigsets beansprucht wird, haben schwere Verletzungen zur Folge.

## Klettersteigsets für leichte Personen
Immer öfter gehen Kinder Klettersteige. Deswegen, und auch wegen einer Tendenz zu schwereren, steileren Klettersteigen bis zur Lotrechten begann die DAV-Sicherheitsforschung 2011 eine Diskussion über Kinder-Klettersteigsets. Die darauf folgenden Versuche ergaben, dass Stürze in Klettersteigsets der damaligen Norm für leichte Personen lebensgefährlich bis tödlich enden können. Eine Reform der zugrundeliegenden EN 958:2017 im Mai 2017 führte zur Konstruktion von Klettersteigsets für Personen mit 40 kg Körpergewicht. Außerdem wurde in die Norm auch erstmals ein Funktionstest in nassem Zustand aufgenommen. Mehrere Hersteller verkaufen bereits Sets entweder mit verstellbarer Dämpfstärke oder mit progressivem Bandfalldämpfer.
Nach EN 958:2017 darf bei einem Sturz mit einer Masse von 40 kg der Fangstoß 3,5 kN nicht überschreiten bzw. 6 kN bei 120 kg. Der Bremsweg muss dabei maximal 220 cm betragen. Der Sturz mit 120 kg muss auch im nassen Zustand den Anforderungen entsprechen. Zusätzlich wird ein Zyklustest für die Lastenarme durchgeführt.
Die von der ÖAV- und DAV-Sicherheitsforschung aktuell vertretene Meinung in Kurzform:
- Stürze auf Klettersteigen sind weiterhin als deutlich schwerer und verletzungsgefährdender zu werten als z. B. in Sportkletterrouten. Es ist daher nicht empfehlenswert, Klettersteige an der Leistungsgrenze zu gehen, insbesondere mit Kindern.
- Klettersteigsets mit der derzeit gültigen Norm EN958:2017 sind (sofern mit der Norm und dem Mindestgewicht bezeichnet) nur für Personen ab 40 kg Körpergewicht als geeignet anzusehen.
- Für Personen unter 40 kg gibt es weiterhin keine gültige Norm. Eine Benützung erfolgt daher auf eigene Gefahr und erfordert insbesondere bei Kindern fachkundige Begleitung und zusätzliche Sicherung.[20]
- Klettersteigsets der vorhergehenden Norm sind weiterhin nutzbar und dürfen verkauft werden, jedoch unter folgenden Voraussetzungen
  - Das Set ist nicht von einem Rückruf betroffen
  - Das Gewicht liegt im Bereich zwischen 50 und 90 kg (oder 120 kg, siehe Herstellerangaben)
  - Das Set ist in gutem Zustand.
- Weiterhin gültig bleibt der Ausschluss von Klettersteigsets nach noch älteren Normen, z. B. V-Sets oder mit Seilbremsen.[18]

## Klettersteigsets im Hochseilgarten
Neben dem Gebrauch auf Klettersteigen werden Klettersteigsets auch zur Teilnehmerselbstsicherung (Self Belay) im Hochseilgarten verwendet. Werden in Hochseilgärten nur horizontal verlaufende Übungen begangen, so kann auf die Bremse am Klettersteigset verzichtet werden. Verlaufen die Sicherungsseile deutlich oberhalb der Befestigung des Klettersteigsets am Klettergurt des Teilnehmers, treten im Falle eines Sturzes kleinere Fangstöße auf, weshalb die dynamische Falldämpfung geringer sein darf als bei Ausrüstung für Klettersteige. In senkrechten Bereichen werden in Klettergärten in der Regel Selbstsicherungsautomaten verwendet, die den Fall abbremsen. Ein Klettersteigset für Hochseilgärten verfügt oftmals noch über einen dritten Ast, an dem eine Seilrolle angebracht ist, um Seilrutschen (Zip Lines und Flying Fox) benutzen zu können.